# Ikh-Tamir
Ikh-Tamir (tiếng Mông Cổ: Их тамир, Tamir vĩ đại/Sông sức mạnh) là một sum của tỉnh Arkhangai ở miền trung Mông Cổ. Vào năm 2010, dân số của sum là 4.940 người.

## Địa lý
Sum Ikh-Tamir có diện tích khoảng 4800 km². Vị trí hành chính của sum là Zaankhoshuu nằm cách thủ đô Ulaanbaatar 475 km và cách tỉnh lị Tsetserleg 27 km. Ngọn núi cao nhất tại đây cao 3539 m. Các sông chảy qua Ikh-Tamir là Chuluut, Khanui và Tamir. Ở Somon, có những người khác hươu, cáo, cáo corsac, sói và cừu hoang.
Có trữ lượng than và pha lê tại khu vực này.

### Khí hậu
Khu vực này nằm có khí hậu lục địa khắc nghiệt. Nhiệt độ trung bình tháng 1 là -20 °C, trong khi nhiệt độ tháng 6 là 16 °C. Lượng mưa trung bình hàng năm thay đổi từ 300 đến 400 mm.

## Kinh tế
Các dịch vụ tại Ikh-Tamir bao gồm một trường học, một bệnh viện, cửa hàng và trung tâm văn hóa.

## Hành chính
Sum Ikh-Tamir được chia thành 6 bag (xã):
- Khökhnuur
- Khan-Öndör
- Bort
- Bugat
- Erdenetolgoi
- Taikhar

Ngoài ra còn bao gồm Zaankhoshuu, trung tâm sum.